# Гарибов, Генрих Саркисович
Ге́нрих Сарки́сович Гари́бов (род. 5 марта 1937, г. Баку, Азербайджанская Советская Социалистическая Республика (ныне Азербайджан) — российский материаловед, металловед, создатель сплавов, один из основоположников металлургии гранул в России, доктор технических наук, профессор, академик Международной, Российской и Армянской инженерных академий, сподвижник академика А.Ф. Белова.

## Биография
Родился 5 марта 1937 года в г.Баку. В 1954-1960 г.г. учился в МВТУ им. Н.Э. Баумана на кафедре "Технологии обработки давлением". С 1960 года по настоящее время работает во Всероссийском институте лёгких сплавов (прежнее название - Всесоюзный институт технологии лёгких и специальных сплавов).
Является крупным специалистом в области механики сплошной и дискретной (сыпучей) сред, специального машиностроения и машиноведения, теории и технологии производства современных и перспективных материалов для газотурбостроения.
Создал известную в стране и за границей крупную лабораторию и научно-производственный комплекс в ВИЛС'е, где были разработаны основы теории и технология принципиально нового процесса - металлургии гранул, основанной на сверхбыстрой кристаллизации малых масс расплава и последующем горячем изостатическом прессовании в капсулах в крупногабаритные заготовки «критических» деталей ГТД. Получающиеся таким способом заготовки обладают изотропной структурой и высочайшими механическими характеристиками.
Основал научную школу технологов и металловедов в области производства ответственных изделий авиационных, ракетных, морских и промышленных газотурбинных двигателей (ГТД) из гранул жаропрочных никелевых сплавов.
Руководил работами и принимал непосредственное участие в разработке технологии и производстве критических компонентов авиадвигателей Д30Ф6, Д30Ф11, РД33, ПС90А, ПС90А1, ПС90А2, ПС90А-76, АЛ31ФН, АЛ31ФП, АЛ31ФМ1, АЛ31ФМ2, АЛ41, АЛ55, АЛ55И, ТВ7-117С, АИ222-15С, ПД14, изделий «117», «117С» и др., ракетных двигателей РД170, РД180, РД191, серии газотурбинных установок ГТУ-10П, ГТУ-12П, ГТУ-16П, ГТУ-25П, ГТУ-25Э, ГПА-4РМ, АЛ31СТ, ПС90ГП-2А, ПС90ЭУ-16А и др. для самолетов МиГ-29, МиГ-31, Ил-76, Ил-78, Ил-96-300, Ил-96-400, Ил-112В, Ил-114, Ту-204, Ту-204-300, Ту-204СМ, ТУ-214 , Су-27, Су-30МКИ, Су-30МКК, Су-34, Су-35, Су-37, Су-47, Як-130, МС-21 и др., ракетно-космической системы «Энергия-Буран», систем транспортировки газа производства Пермского авиамоторного комплекса, ОАО «НПО«САТУРН», ОАО «УМПО» и др.

## Трудовая и научная деятельность
- С 1960 года по настоящее время работает в ОАО "Всероссийский институт лёгких сплавов" (ОАО "ВИЛС"), где начал свою трудовую деятельность инженером-конструктором, затем был мастером и руководителем прессового цеха.
- С 1970 года перешел на научную работу – работал ведущим инженером, старшим научным сотрудником, начальником Научно-исследовательского сектора, заместителем начальника лаборатории, начальником научно-производственного комплекса по разработке промышленной технологии и производству тяжелонагруженных деталей авиационных и ракетных ГТД и ЖРД.
- В 1984 году в ВИЛС'е защитил  докторскую диссертацию по проблеме горячего изостатического прессования тяжелонагруженных деталей газотурбинных двигателей из гранул жаропрочных никелевых сплавов. Присвоено звание профессора.
- С 1984 г. работает профессором кафедры «Технология конструкционных материалов» МГТУ имени  Н.Э. Баумана.
- В 1989-1993 гг. работал заведующим кафедрой «Машины и технология обработки  металлов давлением» Государственного инженерного университета Армении.
- С 1993 г. по н.в. – директор научно-производственной фирмы, начальник научно-исследовательского отделения, начальник научно-производственного комплекса «Металлургия гранул», начальник научного комплекса гранульных технологий, директор научного контрактного комплекса ОАО «ВИЛС».
- С 1996 года - член Американского института порошковой металлургии (APMI).
- С 2000 года - член Американского общества материалов (ASM)
- В 2001 г. избран членом Международного комитета по горячему изостатическому прессованию.
- Является членом ряда диссертационных советов по присуждению ученых степеней, пяти  редакционных советов научных журналов и семи книг.
- Автор более 450 научных публикаций[6], в том числе 96 изобретений[7].

## Список наиболее известных научных трудов
- Гун Г.Я., Гарибов Г.С., Фролов А.А., Ерманок М.З., Костюнин В.И. "Теоретическое обоснование термомеханических параметров прессования гранул жаропрочных сплавов". Технология легких сплавов, 1976, № 4, c. 31–34
- Ерманок М.З., Гарибов Г.С., Куракин Е.К., Галкин А.М., Фролов А.А. "Деформационные и температурно-скоростные условия проявления сверхпластичности гранулированного сплава ЖС6У".В кн.: Обработка легких и жаропрочных сплавов. М., Наука, 1976, c. 287–290
- Белов А.Ф., Гарибов Г.С., Саутин В.И., Фейгин В.И., Самаров В.Н., Буславский Л.С. "Горячее гидростатическое прессование гранул жаропрочных сплавов на никелевой основе". Доклады АН СССР, 1979, т. 247, № 1, c. 90–93
- Белов А. Ф., Гарибов Г. С. "Научные технологические и технико-экономические аспекты производства дисков и валов авиационных ГТД методом горячего изостатического прессования". Металлургия гранул. - М.: ВИЛС, 1988. - Вып. 4 - с. 77-78[8]
- Гарибов Г.С. "Перспективы развития технологии металлургии гранул никелевых сплавов на современном этапе". Технология легких сплавов, 1995, № 6, c. 7–13
- Гарибов Г.С., Зиновьев В.А., Буславский Л.С. "Повышение качества дисковых сплавов за счет ГИП гранулированных материалов". Технология легких сплавов, 1996, № 3, c. 59–64
- Гарибов Г.С., Сизова Р.Н., Ножницкий Ю.А., Буславский Л.С. "Перспективы производства авиационно-космических материалов и процессы их обработки в начале XXI века". Технология легких сплавов, 2002, № 4, с. 106–117
- Гарибов Г.С. "Проблемы развития высокотемпературной газостатической обработки в России". Технология легких сплавов, 2005, № 1–4, с. 59–70
- Гарибов Г.С. "Будущее технологии металлургии гранул" Технология легких сплавов, 2006, № 1–2, c, 27–51[9]
- Зиновьев В.А., Гарибов Г.С., Казберович А.М., Востриков А.В. "Новый режим термической обработки дисков из гранул сплава ЭИ698П". Технология легких сплавов, 2007, № 1, с. 75–80
- Гарибов Г.С., Гриц Н.М., Востриков А.В., Федоренко Е.А. "Эволюция технологии, структуры и механических свойств гранулируемых жаропрочных никелевых сплавов, изготовленных методом ГИП". Технология легких сплавов, 2008, № 3, с. 31–35
- Гарибов Г.С., Востриков А.В. "Новые материалы из гранул для дисков перспективных газотурбинных двигателей". Технология легких сплавов, 2008, № 3, с. 60–64

## Награды и премии
За разработку технологии производства специальных материалов для авиационной и ракетной техники награждён рядом медалей. Имеет много почётных грамот и дипломов от ОАО "ВИЛС" (прежнее название - Всероссийский институт технологии лёгких и специальных сплавов). Его многогранная научная деятельность, включающая, в частности, разработку технологий обработки жаропрочных сплавов, получила всемирное признание.
- В разные года были вручены медали от Федерации космонавтики СССР и Российской Федерации:
  - Медаль имени М.В Келдыша
  - Медаль имени С.П. Королёва
  - Медаль имени А.Ф. Белова
  - Медаль имени Ю.С. Гагарина
  - Медаль имени В.П. Глушко
- 1970 год: Медаль "За доблестный труд" В ознаменование 100-летия со дня рождения В.И. Ленина
- 1973 г., 1975 г.: Бронзовая медаль ВДНХ за достигнутые успехи в развитии народного хозяйства СССР
- 1980 год: "Лучший изобретатель предприятия" от Всероссийского института технологии лёгких и специальных сплавов
- 1983 год: Золотая медаль ВДНХ за достигнутые успехи в развитии народного хозяйства СССР
- 1983 год: Диплом II степени "За внедрение порошковой металлургии" от Министерства авиационной промышленности СССР
- 1986 год: Медаль "Ветеран труда" (Решение МосСовета от 20.02.1986 г.)
- 1988 год: Государственная премия СССР в области науки и техники за создание новых жаропрочных сплаов (Постановление ЦК КПСС и Совета Министров СССР от 28.10.1988 г.)
- 1997 год: Медаль «В память 850-летия Москвы» (Указ Президента РФ от 02.09.1997 г.)
- 2001 год: Почётная грамота Российского Авиационного Космического агентства (Приказ №414-К от 19.10.2001 г.)
- 2004 г., 2005 г.: «Человек года» от Американского автобиографического института
- 2006 год: "Выдающийся интеллектуал XXI века" за научные публикации в области металлургии гранул от Кембриджского Международного автобиографического Центра (Англия)
- 2011 год: Медаль имени Н.Д. Кузнецова за значительный вклад в развитие российского двигателестроения от Международной ассоциации "Союз авиационного двигателестроения" (АССАД)
- 2011 год: Международная премия за выдающийся вклад в развитие горячего изостатического прессования в мире на международной конференции HIP'2011 в Японии